# Indicatif régional 264

Indicatifs téléphoniques caribéens issus du Plan de numérotation nord-américain.

L'indicatif régional 264 (ou ANG) est l'indicatif téléphonique régional d'Anguilla.
L'indicatif régional 264 fait partie du Plan de numérotation nord-américain.
Pour un appel à l'intérieur de l'île d'Anguilla, il suffit de composer les 7 chiffres du numéro de l'abonné. Pour un appel vers Anguilla en provenance d'un autre endroit du Plan de numérotation nord-américain (par exemple, à partir du Canada ou des États-Unis), il faut composer 1-264 suivi du numéro à 7 chiffres de l'abonné.

## Historique
Cet indicatif a été créé par la scission de l'indicatif régional 809 en ou vers mars 1997.
Jusqu'en 1995, plusieurs des îles des Caraïbes et de l'Atlantique ont partagé l'indicatif régional 809 à l'intérieur du Plan de numérotation nord-américain. Entre 1995 et 1999, chacune de ces îles a reçu son propre indicatif. Anguilla ont reçu l'indicatif 264.